# Fort Assiniboine
Fort Assiniboine é um histórico posto de comércio da Companhia da Baía de Hudson em Alberta, Canadá, noroeste de Edmonton, situado às margens do rio Athabasca na Highway 33. Com uma população atual de aproximadamente 200 habitantes, este pequeno povoado era um ponto de parada ao logo da trilha Klondike e recebeu esse nome devido ao povo indígena dos Assiniboine.